# Japanska F3-mästerskapet 2004
Japanska F3-mästerskapet 2004 vanns av Ronnie Quintarelli från Italien.

## Delsegrare
| Bana    | Vinnare                | Vinnare                |
| ------- | ---------------------- | ---------------------- |
| Suzuka  | Kazuki Nakajima        | Kazuki Nakajima        |
| Tsukuba | Richard Antinucci      | Ronnie Quintarelli     |
| Aida    | João Paulo de Oliveira | Ronnie Quintarelli     |
| Motegi  | Fabio Carbone          | Ronnie Quintarelli     |
| Suzuka  | João Paulo de Oliveira | Ronnie Quintarelli     |
| Sugo    | Ronnie Quintarelli     | Ronnie Quintarelli     |
| Mine    | João Paulo de Oliveira | Naoki Yokomizo         |
| Sendai  | João Paulo de Oliveira | João Paulo de Oliveira |
| Mine    | Ronnie Quintarelli     | Ronnie Quintarelli     |
| Motegi  | João Paulo de Oliveira | Sakon Yamamoto         |

## Slutställning
| Plats | Förare                 | Poäng |
| ----- | ---------------------- | ----- |
| 1     | Ronnie Quintarelli     | 253   |
| 2     | João Paulo de Oliveira | 211   |
| 3     | Naoki Yokomizo         | 178   |
| 4     | Richard Antinucci      | 161   |
| 5     | Kazuki Nakajima        | 138   |
| 6     | Taku Bamba             | 136   |
| 7     | Sakon Yamamoto         | 131   |
| 8     | Fabio Carbone          | 127   |